# Велоспорт на літніх Олімпійських іграх 2024 — командний спринт (жінки)
Змагання з велоспорту на треку в командному спринті серед жінок на літніх Олімпійських іграх 2024 відбуваються 5 серпня наНаціональному велодромі.

## Розклад
Вказано центральноєвропейський час (UTC+2)
| Дата     | Час   | Раунд        |
| -------- | ----- | ------------ |
| 5 серпня | 17:00 | Кваліфікація |
| 5 серпня | 18:55 | Перший раунд |
| 5 серпня | 19:46 | Фінали       |

## Результати

### Кваліфікація
| Місце | Країна                | Велогонщиці                                         | Результат | Нотатки |
| ----- | --------------------- | --------------------------------------------------- | --------- | ------- |
| 1     | Велика Британія (GBR) | Кеті Марчант Софі Кейпвелл Емма Фінукейн            | 45.472    | WR      |
| 2     | Нова Зеландія (NZL)   | Ребекка Петч Шаан Фултон Еллесс Ендрюс              | 45.593    |         |
| 3     | Німеччина (GER)       | Пауліне Грабош Емма Гінце Леа Софі Фрідріх          | 45.644    |         |
| 4     | Нідерланди (NED)      | Кіра Ламберінк Гетті ван де Ваув Стеффі ван дер Пет | 46.086    |         |
| 5     | Китай (CHN)           | Ґо Юйфан Бао Шаньцзюй Юань Ліїн                     | 46.458    |         |
| 6     | Мексика (MEX)         | Джессіка Салазар Юлі Вердуго Даніела Гаксіола       | 46.587    |         |
| 7     | Польща (POL)          | Марлена Карвацька Уршула Лось Нікола Сібяк          | 47.284    |         |
| 8     | Канада (CAN)          | Сара Орбан Лоріан Дженест Келсі Мітчелл             | 47.578    |         |

### Перший раунд
| Місце | Заїзд | Країна                | Велогонщиці                                         | Результат | Нотатки |
| ----- | ----- | --------------------- | --------------------------------------------------- | --------- | ------- |
| 1     | 4     | Велика Британія (GBR) | Кеті Марчант Софі Кейпвелл Емма Фінукейн            | 45.338    | QG, WR  |
| 2     | 3     | Нова Зеландія (NZL)   | Ребекка Петч Шаан Фултон Еллесс Ендрюс              | 45.348    | QG      |
| 3     | 2     | Німеччина (GER)       | Пауліне Грабош Емма Гінце Леа Софі Фрідріх          | 45.377    | QB      |
| 4     | 1     | Нідерланди (NED)      | Кіра Ламберінк Гетті ван де Ваув Стеффі ван дер Пет | 45.798    | QB      |
| 5     | 2     | Мексика (MEX)         | Джессіка Салазар Юлі Вердуго Даніела Гаксіола       | 46.198    |         |
| 6     | 1     | Китай (CHN)           | Ґо Юйфан Бао Шаньцзюй Юань Ліїн                     | 46.362    |         |
| 7     | 4     | Канада (CAN)          | Сара Орбан Лоріан Дженест Келсі Мітчелл             | 46.816    |         |
| 8     | 3     | Польща (POL)          | Марлена Карвацька Уршула Лось Нікола Сібяк          | 47.022    |         |

### Фінальна частина
| Місце                    | Країна                | Велогонщиці                                         | Результат | Нотатки |
| ------------------------ | --------------------- | --------------------------------------------------- | --------- | ------- |
| Фінал за золоту медаль   |                       |                                                     |           |         |
| 1                        | Велика Британія (GBR) | Кеті Марчант Софі Кейпвелл Емма Фінукейн            | 45.186    | WR      |
| 2                        | Нова Зеландія (NZL)   | Ребекка Петч Шаан Фултон Еллесс Ендрюс              | 45.659    |         |
| Фінал за бронзову медаль |                       |                                                     |           |         |
| 3                        | Німеччина (GER)       | Пауліне Грабош Емма Гінце Леа Софі Фрідріх          | 45.400    |         |
| 4                        | Нідерланди (NED)      | Кіра Ламберінк Гетті ван де Ваув Стеффі ван дер Пет | 45.690    |         |
| Фінал за 5-те місце      |                       |                                                     |           |         |
| 5                        | Мексика (MEX)         | Джессіка Салазар Юлі Вердуго Даніела Гаксіола       | 46.251    |         |
| 6                        | Китай (CHN)           | Ґо Юйфан Бао Шаньцзюй Юань Ліїн                     | 46.572    |         |
| Фінал за 7-ме місце      |                       |                                                     |           |         |
| 7                        | Польща (POL)          | Марлена Карвацька Уршула Лось Нікола Сібяк          | 47.175    |         |
| 8                        | Канада (CAN)          | Сара Орбан Лоріан Дженест Келсі Мітчелл             | 47.631    |         |